# Sonate pour piano et violon K. 404
Pour les articles homonymes, voir Sonate pour violon et piano.

La Sonate pour violon no 31 en do majeur K. 404 (385d) est une sonate pour violon et piano de Mozart, composée à Vienne, en 1782. On ne possède qu'un fragment de cette œuvre.

## Analyse de l'œuvre
1. Andante, en do majeur, à , 18 mesures
2. Allegretto, en do majeur, à 
, 24 mesures

- Durée de l'interprétation : 4 minutes